# Uzwil
Uzwil (toponimo tedesco; fino al 1962 Henau) è un comune svizzero di 12 781 abitanti del Canton San Gallo, nel distretto di Wil; ha lo status di città.

## Infrastrutture e trasporti
Uzwil è servita dall'omonima stazione sulla ferrovia San Gallo-Winterthur.